# Delegação de Kwara na Assembleia Nacional da Nigéria
A delegação de Kwara na Assembleia Nacional da Nigéria compreende três Senadores representando Kwara Central, Kwara Sul, e Kwara Norte, e  seis Representantes representando  Baruten/Kaiama, Ekiti/Isin/Irepodun/Oke-ero, Asa/Ilorin Oeste, Ilorin Leste/Sul, Offa/Oyun/Ifelodun, e  Edu/Moro/Patigi.

## Quarta República

### O 4º Parlamento (1999 - 2003)
|               |                                 |         |                             |           |
| Cargo         | Nome                            | Partido | Eleitorado                  | Período   |
|               |                                 |         |                             |           |
| Senador       | Adebayo SalmanIs'haq            | PDP     | Kwara Central               | 1999–2003 |
| Senador       | Ajadi Suleiman Makanjuola       | ANPP    | Kwara Sul                   | 1999–2003 |
| Senador       | Zuruq AhmedBaba                 | PDP     | Kwara Norte                 | 1999–2003 |
|               |                                 |         |                             |           |
| Representante | Isa IbrahimBio                  | ANPP    | Baruten/Kaiama              | 1999–2003 |
| Representante | Bola Oni Bashir                 | ANPP    | Ekiti/Isin/Irepodun/Oke-ero | 1999–2003 |
| Representante | Saraki-Fowora Rukayat Gbemisola | ANPP    | Asa/Ilorin Oeste            | 1999–2003 |
| Representante | Sarouk Farouk Abdul Wahab       | ANPP    | Ilorin Leste/Sul            | 1999–2003 |
| Representante | Shittu Rauf Kolawole            | ANPP    | Offa/Oyun/Ifelodun          | 1999–2003 |
| Representante | Yinusa Yahaya Ahmed             | PDP     | Edu/Moro/Patigi             | 1999–2003 |